# 特羅揚卡 (茲納緬卡區)
48°39′9″N 32°46′14″E / 48.65250°N 32.77056°E
特羅揚卡（烏克蘭語：Троянка），是烏克蘭中部的村莊，隸屬基洛夫格勒州的亞歷山德里亞區。該村始建於1804年，面積1.16平方公里，海拔高度127米，2001年人口56，人口密度每平方公里48.4人。